# Leichtathletik-Halleneuropameisterschaften 2009
Die 30. Leichtathletik-Halleneuropameisterschaften fanden im Oval Lingotto (6600 Plätze) in Turin in der Zeit vom 6. bis zum 8. März 2009 statt. Es waren die vierten Halleneuropameisterschaften in Italien.

## Ergebnisse Männer

### 60 m
| Platz | Athlet               | Land | Zeit (s) |
| ----- | -------------------- | ---- | -------- |
| 1     | Dwain Chambers       | GBR  | 6,46     |
| 2     | Fabio Cerutti        | ITA  | 6,56     |
| 3     | Emanuele Di Gregorio | ITA  | 6,56     |
| 4     | Simeon Williamson    | GBR  | 6,57     |
| 5     | Craig Pickering      | GBR  | 6,61     |
| 6     | Dariusz Kuć          | POL  | 6,62     |
| 7     | Ramil Quliyev        | AZE  | 6,67     |
| 8     | Ryan Moseley         | AUT  | 6,69     |

Datum: 8. März, 17:20 Uhr

### 400 m
| Platz | Athlet               | Land | Zeit (s) |
| ----- | -------------------- | ---- | -------- |
| 1     | Johan Wissman        | SWE  | 45,89    |
| 2     | Claudio Licciardello | ITA  | 46,32    |
| 3     | Ioan Vieru           | ROU  | 46,54    |
| 4     | Clemens Zeller       | AUT  | 46,62    |
| 5     | Richard Buck         | GBR  | 46,93    |
| 6     | Matteo Galvan        | ITA  | 48,23    |

Datum: 7. März, 17:55 Uhr

### 800 m
| Platz | Athlet             | Land | Zeit (min) |
| ----- | ------------------ | ---- | ---------- |
| 1     | Juri Borsakowski   | RUS  | 1:48,55    |
| 2     | Luis Alberto Marco | ESP  | 1:49,14    |
| 3     | Mattias Claesson   | SWE  | 1:49,32    |
| 4     | Adam Kszczot       | POL  | 1:49,52    |
| 5     | Manuel Olmedo      | ESP  | 1:49,77    |
| 6     | Marcin Lewandowski | POL  | 1:49,86    |

Datum: 8. März, 16:15 Uhr

### 1500 m
| Platz | Athlet           | Land | Zeit (min) |
| ----- | ---------------- | ---- | ---------- |
| 1     | Rui Silva        | POR  | 3:44,38    |
| 2     | Diego Ruiz       | ESP  | 3:44,70    |
| 3     | Yoann Kowal      | FRA  | 3:44,75    |
| 4     | Wolfram Müller   | GER  | 3:44,95    |
| 5     | Arturo Casado    | ESP  | 3:45,17    |
| 6     | Christian Obrist | ITA  | 3:45,47    |
| 7     | Álvaro Rodríguez | ESP  | 3:46,86    |
| 8     | Goran Nava       | SRB  | 3:48,65    |

Datum: 8. März, 16:50 Uhr

### 3000 m
| Platz | Athlet            | Land | Zeit (min) |
| ----- | ----------------- | ---- | ---------- |
| 1     | Mo Farah          | GBR  | 7:40,17    |
| 2     | Bouabdellah Tahri | FRA  | 7:42,14    |
| 3     | Jesús España      | ESP  | 7:43,29    |
| 4     | Sergio Sánchez    | ESP  | 7:45,29    |
| 5     | Selim Bayrak      | TUR  | 7:45,46    |
| 6     | Nick McCormick    | GBR  | 7:52,07    |
| 7     | Olle Walleräng    | SWE  | 7:56,44    |
| 8     | Gezachw Yossef    | ISR  | 8:01,78    |

Datum: 7. März, 17:15 Uhr

### 60 m Hürden
| Platz | Athlet             | Land | Zeit (s) |
| ----- | ------------------ | ---- | -------- |
| 1     | Ladji Doucouré     | FRA  | 7,55     |
| 2     | Gregory Sedoc      | NED  | 7,55     |
| 3     | Petr Svoboda       | CZE  | 7,61     |
| 4     | Andrew Turner      | GBR  | 7,62     |
| 5     | Jewgeni Borissow   | RUS  | 7,64     |
| 6     | Garfield Darien    | FRA  | 7,66     |
| 7     | Damien Broothaerts | BEL  | 7,74     |
| 8     | Allan Scott        | GBR  | 7,78     |

Datum: 6. März, 18:50 Uhr

### 4 × 400 m Staffel
| Platz | Land                   | Athleten                                                           | Zeit (min) |
| ----- | ---------------------- | ------------------------------------------------------------------ | ---------- |
| 1     | Italien                | Jacopo Marin Matteo Galvan Domenico Rao Claudio Licciardello       | 3:06,68    |
| 2     | Vereinigtes Königreich | Richard Buck Nick Leavey Nigel Levine Philip Taylor                | 3:07,04    |
| 3     | Polen                  | Jan Ciepiela Marcin Marciniszyn Jarosław Wasiak Piotr Klimczak     | 3:07,04    |
| 4     | Deutschland            | Florian Seitz Thomas Goller Thomas Schneider Miguel Rigau          | 3:07,14    |
| 5     | Russland               | Denis Alexejew Konstantin Swetschkar Wladimir Krasnow Maxim Dyldin | 3:07,83    |
| 6     | Frankreich             | Yannick Fonsat Yoann Décimus Nicolas Fillon Brice Panel            | 3:11,27    |

Datum: 8. März, 17:55 Uhr

### Hochsprung
| Platz | Athlet                | Land | Höhe (m) |
| ----- | --------------------- | ---- | -------- |
| 1     | Iwan Uchow            | RUS  | 2,32     |
| 2     | Kyriakos Ioannou      | CYP  | 2,29     |
| 2     | Alexei Dmitrik        | RUS  | 2,29     |
| 4     | Filippo Campioli      | ITA  | 2,29     |
| 4     | Alexandr Schustow     | RUS  | 2,29     |
| 6     | Konstandinos Baniotis | GRE  | 2,29     |
| 7     | Raúl Spank            | GER  | 2,25     |
| 8     | Dragutin Topić        | SRB  | 2,25     |

Datum: 7. März, 15:00 Uhr

### Stabhochsprung
| Platz | Athlet            | Land | Höhe (m) |
| ----- | ----------------- | ---- | -------- |
| 1     | Renaud Lavillenie | FRA  | 5,81     |
| 2     | Pawel Gerassimow  | RUS  | 5,76     |
| 3     | Alexander Straub  | GER  | 5,76     |
| 4     | Steven Lewis      | GBR  | 5,71     |
| 5     | Alhaji Jeng       | SWE  | 5,71     |
| 6     | Łukasz Michalski  | POL  | 5,61     |
| 7     | Romain Mesnil     | FRA  | 5,61     |
| 8     | Spas Buchalow     | BUL  | 5,41     |

Datum: 8. März, 15:25 Uhr

### Weitsprung
| Platz | Athlet            | Land | Weite (m) |
| ----- | ----------------- | ---- | --------- |
| 1     | Sebastian Bayer   | GER  | 8,71 (ER) |
| 2     | Nils Winter       | GER  | 8,22      |
| 3     | Marcin Starzak    | POL  | 8,18      |
| 4     | Kafétien Gomis    | FRA  | 8,12      |
| 5     | Nikolaj Atanassow | BUL  | 8,11      |
| 6     | Greg Rutherford   | GBR  | 8,00      |
| 7     | Tommi Evilä       | FIN  | 7,86      |
| 8     | Juho-Matti Pimiä  | FIN  | 7,84      |

Datum: 8. März, 16:45 Uhr

### Dreisprung
| Platz | Athlet              | Land | Weite (m) |
| ----- | ------------------- | ---- | --------- |
| 1     | Fabrizio Donato     | ITA  | 17,59     |
| 2     | Wiktor Jastrebow    | UKR  | 17,25     |
| 3     | Igor Spassowchodski | RUS  | 17,15     |
| 4     | Karl Taillepierre   | FRA  | 17,12     |
| 5     | Dsmitry Dsjazuk     | BLR  | 16,88     |
| 6     | Jewgeni Plotnir     | RUS  | 16,81     |
| 7     | Jaanus Uudmäe       | EST  | 16,73     |
| 8     | Jules Lechanga      | FRA  | 16,64     |

Datum: 7. März, 15:05 Uhr

### Kugelstoßen
| Platz | Athlet             | Land | Weite (m) |
| ----- | ------------------ | ---- | --------- |
| 1     | Tomasz Majewski    | POL  | 21,02     |
| 2     | Yves Niaré         | FRA  | 20,42     |
| 3     | Ralf Bartels       | GER  | 20,39     |
| 4     | Anton Ljuboslawski | RUS  | 20,14     |
| 5     | Lajos Kürthy       | HUN  | 20,04     |
| 6     | Manuel Martínez    | ESP  | 19,65     |
| 7     | Milan Haborák      | SVK  | 19,51     |
| 8     | Andrej Sinjakou    | BLR  | 19,25     |

Datum: 8. März, 15:20 Uhr

### Siebenkampf
| Platz | Athlet           | Land | Punkte |
| ----- | ---------------- | ---- | ------ |
| 1     | Mikk Pahapill    | EST  | 6362   |
| 2     | Oleksij Kasjanow | UKR  | 6205   |
| 3     | Roman Šebrle     | CZE  | 6142   |
| 4     | Alexei Drosdow   | RUS  | 6101   |
| 5     | André Niklaus    | GER  | 5981   |
| 6     | William Frullani | ITA  | 5972   |
| 7     | Franck Logel     | FRA  | 5926   |
| 8     | Gaël Querin      | FRA  | 5886   |

Datum: 7.–8. März

## Ergebnisse Frauen

### 60 m
| Platz | Athletin              | Land | Zeit (s) |
| ----- | --------------------- | ---- | -------- |
| 1     | Jewgenija Poljakowa   | RUS  | 7,18     |
| 2     | Ezinne Okparaebo      | NOR  | 7,21     |
| 3     | Verena Sailer         | GER  | 7,22     |
| 4     | Anna Geflich          | RUS  | 7,25     |
| 5     | Lena Berntsson        | SWE  | 7,26     |
| 6     | Anita Pistone         | ITA  | 7,33     |
| 7     | Lina Grinčikaitė      | LTU  | 7,38     |
| 8     | Maria Aurora Salvagno | ITA  | 7,43     |

Datum: 8. März, 17:05 Uhr

### 400 m
| Platz | Athletin              | Land | Zeit (s) |
| ----- | --------------------- | ---- | -------- |
| 1     | Antonina Kriwoschapka | RUS  | 51,18    |
| 2     | Natalija Pyhyda       | UKR  | 51,44    |
| 3     | Darja Safonowa        | RUS  | 51,85    |
| 4     | Natalja Antjuch       | RUS  | 52,37    |
| 5     | Daniela Reina         | ITA  | 53,11    |
| 6     | Donna Fraser          | GBR  | 53,58    |

Datum: 7. März, 17:45 Uhr

### 800 m
| Platz | Athletin             | Land | Zeit (min) |
| ----- | -------------------- | ---- | ---------- |
| 1     | Marija Sawinowa      | RUS  | 1:58,10    |
| 2     | Oxana Sbroschek      | RUS  | 1:59,20    |
| 3     | Elisa Cusma Piccione | ITA  | 2:00,23    |
| 4     | Jennifer Meadows     | GBR  | 2:00,42    |
| 5     | Marilyn Okoro        | GBR  | 2:03,30    |
| 6     | Tetjana Petljuk      | UKR  | 2:03,77    |

Datum: 8. März, 16:00 Uhr

### 1500 m
| Platz | Athletin            | Land | Zeit (min) |
| ----- | ------------------- | ---- | ---------- |
| 1     | Natalia Rodríguez   | ESP  | 4:08,72    |
| 2     | Sonja Roman         | SLO  | 4:11,42    |
| 3     | Róisín McGettigan   | IRL  | 4:11,58    |
| 4     | Jewgenija Solotowa  | RUS  | 4:11,72    |
| 5     | Natalja Jewdokimowa | RUS  | 4:12,33    |
| 6     | Lidia Chojecka      | POL  | 4:15,90    |
| 7     | Marina Munćan       | SRB  | 4:20,01    |
|       | Anna Alminowa       | RUS  | DSQ        |

Datum: 7. März, 17:35 Uhr
Der ursprünglichen Siegerin Anna Alminowa aus Russland wurde die Goldmedaille nachträglich wegen eines Dopingverstoßes aberkannt.

### 3000 m
| Platz | Athletin           | Land | Zeit (min) |
| ----- | ------------------ | ---- | ---------- |
| 1     | Alemitu Bekele     | TUR  | 8:46,50    |
| 2     | Sara Moreira       | POR  | 8:48,18    |
| 3     | Mary Cullen        | IRL  | 8:48,47    |
| 4     | Nuria Fernández    | ESP  | 8:49,49    |
| 5     | Silvia Weissteiner | ITA  | 8:50,17    |
| 6     | Anna Alminowa      | RUS  | 8:51,36    |
| 7     | Julija Sarudnewa   | RUS  | 8:58,55    |
| 8     | Ancuța Bobocel     | ROU  | 8:59,78    |

Datum: 8. März, 16:30 Uhr

### 60 m Hürden
| Platz | Athletin              | Land | Zeit (s) |
| ----- | --------------------- | ---- | -------- |
| 1     | Eline Berings         | BEL  | 7,92     |
| 2     | Lucie Škrobáková      | CZE  | 7,95     |
| 3     | Derval O’Rourke       | IRL  | 7,97     |
| 4     | Christina Vukicevic   | NOR  | 8,04     |
| 5     | Anastassija Solowjowa | RUS  | 8,05     |
| 6     | Nadine Hildebrand     | GER  | 8,16     |
| 7     | Cindy Billaud         | FRA  | 8,19     |
| 8     | Sarah Claxton         | GBR  | 8,21     |

Datum: 6. März, 18:40 Uhr

### 4 × 400 m Staffel
| Platz | Land                   | Athletinnen                                                                | Zeit (min) |
| ----- | ---------------------- | -------------------------------------------------------------------------- | ---------- |
| 1     | Russland               | Natalja Antjuch Darja Safonowa Jelena Woinowa Antonina Kriwoschapka        | 3:29,12    |
| 2     | Vereinigtes Königreich | Donna Fraser Kim Wall Vicki Barr Marilyn Okoro                             | 3:30,42    |
| 3     | Belarus                | Alena Kijewitsch Kazjaryna Bobryk Hanna Taschpulatawa Kazjaryna Mischyna   | 3:35,03    |
| 4     | Irland                 | Marian Andrews Bronagh Furlong Gemma Hynes Claire Bergin                   | 3:36,82    |
| 5     | Türkei                 | Pınar Saka Özge Gürler Yeliz Kurt Melis Redif                              | 3:37,37    |
| 6     | Litauen                | Edita Kavaliauskienė Jekaterina Šakovič Živilė Brokoriūtė Agnė Orlauskaitė | 3:43,42    |

Datum: 8. März, 17:35 Uhr

### Hochsprung
| Platz | Athletin           | Land | Höhe (m) |
| ----- | ------------------ | ---- | -------- |
| 1     | Ariane Friedrich   | GER  | 2,01     |
| 2     | Ruth Beitia        | ESP  | 1,99     |
| 3     | Wiktorija Kljugina | RUS  | 1,96     |
| 4     | Swetlana Schkolina | RUS  | 1,96     |
| 5     | Blanka Vlašić      | CRO  | 1,92     |
| 5     | Irina Gordejewa    | RUS  | 1,92     |
| 7     | Iva Straková       | CZE  | 1,92     |
| 8     | Kamila Stepaniuk   | POL  | 1,92     |

Datum: 8. März, 15:40 Uhr

### Stabhochsprung
| Platz | Athletin              | Land | Höhe (m) |
| ----- | --------------------- | ---- | -------- |
| 1     | Julija Golubtschikowa | RUS  | 4,75     |
| 2     | Silke Spiegelburg     | GER  | 4,75     |
| 3     | Anna Battke           | GER  | 4,65     |
| 4     | Alexandra Kirjaschowa | RUS  | 4,50     |
| 5     | Kristina Gadschiew    | GER  | 4,35     |
| 6     | Kate Dennison         | GBR  | 4,35     |
| 7     | Joanna Piwowarska     | POL  | 4,35     |
|       | Anna Giordano Bruno   | ITA  | NM       |

Datum: 7. März, 17:15 Uhr

### Weitsprung
| Platz | Athletin            | Land | Weite (m) |
| ----- | ------------------- | ---- | --------- |
| 1     | Ksenija Balta       | EST  | 6,87      |
| 2     | Jelena Sokolowa     | RUS  | 6,84      |
| 3     | Olga Kutscherenko   | RUS  | 6,82      |
| 4     | Nina Kolarič        | SLO  | 6,62      |
| 5     | Tatjana Woikina     | RUS  | 6,57      |
| 6     | Sirkka-Liisa Kivine | EST  | 6,51      |
| 7     | Kelly Proper        | IRL  | 6,37      |
| 8     | Joanna Skibińska    | POL  | 6,28      |

Datum: 7. März, 16:40 Uhr

### Dreisprung
| Platz | Athletin                      | Land | Weite (m) |
| ----- | ----------------------------- | ---- | --------- |
| 1     | Anastassija Taranowa-Potapowa | RUS  | 14,68     |
| 2     | Marija Šestak                 | SLO  | 14,60     |
| 3     | Dana Velďáková                | SVK  | 14,40     |
| 4     | Biljana Topić                 | SRB  | 14,37     |
| 5     | Teresa Nzola Meso             | FRA  | 14,31     |
| 6     | Snežana Rodić                 | SLO  | 13,87     |
| 7     | Amy Zongo                     | FRA  | 13,86     |
| 8     | Paraskevi Papachristou        | GRE  | NM        |

Datum: 8. März, 15:15 Uhr

### Kugelstoßen
| Platz | Athletin          | Land | Weite (m) |
| ----- | ----------------- | ---- | --------- |
| 1     | Petra Lammert     | GER  | 19,66     |
| 2     | Denise Hinrichs   | GER  | 19,63     |
| 3     | Anca Heltne       | ROU  | 18,71     |
| 4     | Anna Omarowa      | RUS  | 18,37     |
| 5     | Assunta Legnante  | ITA  | 18,05     |
| 6     | Anna Awdejewa     | RUS  | 17,96     |
| 7     | Laurence Manfredi | FRA  | 17,92     |
| 8     | Melissa Boekelman | NED  | 17,47     |

Datum: 6. März, 17:00 Uhr

### Fünfkampf
| Platz | Athletin                   | Land | Punkte |
| ----- | -------------------------- | ---- | ------ |
| 1     | Anna Bogdanowa             | RUS  | 4761   |
| 2     | Jolanda Keizer             | NED  | 4644   |
| 3     | Antoinette Nana Djimou Ida | FRA  | 4618   |
| 4     | Olga Kurban                | RUS  | 4576   |
| 5     | Karolina Tymińska          | POL  | 4542   |
| 6     | Viktorija Žemaitytė        | LTU  | 4516   |
| 7     | Christine Schulz           | GER  | 4461   |
| 8     | Yvonne Wisse               | NED  | 4406   |

Datum: 6. März

## Medaillenspiegel
| Rank | Nation                 | GOLD | SILBER | BRONZE | Total |
| ---- | ---------------------- | ---- | ------ | ------ | ----- |
| 1.   | Russland               | 10   | 4      | 4      | 18    |
| 2.   | Deutschland            | 3    | 3      | 4      | 10    |
| 3.   | Frankreich             | 2    | 2      | 2      | 6     |
| 3.   | Italien                | 2    | 2      | 2      | 6     |
| 5.   | Vereinigtes Königreich | 2    | 2      | 0      | 4     |
| 6.   | Estland                | 2    | 0      | 0      | 2     |
| 7.   | Portugal               | 1    | 1      | 0      | 2     |
| 8.   | Polen                  | 1    | 0      | 2      | 3     |
| 9.   | Schweden               | 1    | 0      | 1      | 2     |
| 10.  | Belgien                | 1    | 0      | 0      | 1     |
| 10.  | Türkei                 | 1    | 0      | 0      | 1     |
| 12.  | Spanien                | 0    | 4      | 1      | 5     |
| 13.  | Ukraine                | 0    | 3      | 0      | 3     |
| 14.  | Niederlande            | 0    | 2      | 0      | 2     |
| 15.  | Tschechien             | 0    | 1      | 2      | 3     |
| 16.  | Slowenien              | 0    | 1      | 1      | 2     |
| 17.  | Zypern                 | 0    | 1      | 0      | 1     |
| 17.  | Norwegen               | 0    | 1      | 0      | 1     |
| 19.  | Irland                 | 0    | 0      | 2      | 2     |
| 19.  | Rumänien               | 0    | 0      | 2      | 2     |
| 21.  | Belarus                | 0    | 0      | 1      | 1     |
| 21.  | Slowakei               | 0    | 0      | 1      | 1     |

## Deutsche Mannschaft
| Name                 | Disziplin         | Platzierung |
| -------------------- | ----------------- | ----------- |
| Erik Balnuweit       | 60 m Hürden       | 13.         |
| Ralf Bartels         | Kugelstoßen       | BRONZE      |
| Anna Battke          | Stabhochsprung    | BRONZE      |
| René Bauschinger     | 800 m             | 16.         |
| Melanie Bauschke     | Weitsprung        | 11.         |
| Sebastian Bayer      | Weitsprung        | GOLD        |
| Katja Demut          | Dreisprung        | 13.         |
| Andy Dittmar         | Kugelstoßen       | 13.         |
| Danny Ecker          | Stabhochsprung    | 11.         |
| Ariane Friedrich     | Hochsprung        | GOLD        |
| Kristina Gadschiew   | Stabhochsprung    | 5.          |
| Thomas Goller        | 4 × 400 m Staffel | 4.          |
| Nadine Hildebrand    | 60 m Hürden       | 6.          |
| Denise Hinrichs      | Kugelstoßen       | SILBER      |
| Sonja Kesselschläger | Fünfkampf         | 11.         |
| Meike Kröger         | Hochsprung        | 9.          |
| Petra Lammert        | Kugelstoßen       | GOLD        |
| Willi Mathiszik      | 60 m Hürden       | 9.          |
| Malte Mohr           | Stabhochsprung    | 10.         |
| Wolfram Müller       | 1500 m            | 4.          |
| André Niklaus        | Siebenkampf       | 5.          |
| Carolin Nytra        | 60 m Hürden       | 9.          |
| Miguel Rigau         | 4 × 400 m Staffel | 4.          |
| Verena Sailer        | 60 m              | BRONZE      |
| Carsten Schlangen    | 1500 m            | 12.         |
| Marco Schmidt        | Kugelstoßen       | 12.         |
| Thomas Schneider     | 4 × 400 m Staffel | 4.          |
| Christine Schulz     | Fünfkampf         | 7.          |
| Stefan Schwab        | 60 m              | 10.         |
| Helge Schwarzer      | 60 m Hürden       | 16.         |
| Florian Seitz        | 4 × 400 m Staffel | 4.          |
| Raúl Spank           | Hochsprung        | 7.          |
| Silke Spiegelburg    | Stabhochsprung    | SILBER      |
| Alexander Straub     | Stabhochsprung    | BRONZE      |
| Christoph Stolz      | Weitsprung        | 30.         |
| Nils Winter          | Weitsprung        | SILBER      |

## Schweizer Mannschaft
| Name           | Disziplin      | Platzierung |
| -------------- | -------------- | ----------- |
| Pascal Mancini | 60 m           | 12.         |
| Lisa Urech     | 60 m Hürden    | 19.         |
| Irene Pusterla | Weitsprung     | 12.         |
| Nicole Büchler | Stabhochsprung | 15.         |